# Демидово (Кадуйский район)
Демидово — деревня в Кадуйском районе Вологодской области.
Деревння демидово образована в 2014 году Входит в состав Никольского сельского поселения.
Расстояние по автодороге до районного центра Кадуя — 31 км. Ближайшие населённые пункты — Шутовская, Сафоново, Старина, Мелентьево.